# Stipa austroaltaica
Stipa austroaltaica là một loài thực vật có hoa trong họ Hòa thảo. Loài này được Kotukhov miêu tả khoa học đầu tiên năm 1987.